# Jeskyně Tham Khuyen

Vietnam

Jeskyně Tham Khuyen (vietnamsky Hang Thẩm Khuyên, anglicky Keo Leng Cave, se nachází v severním Vietnamu, v provincii Lang Son, konkrétně ve skalách hory Phia Ga. Leží blízko vesnice Con Nua, která adminitrativně spadá pod obec Tan Van, v okrese Binh Gia. Jeskyně se nachází ve vápencovém pohoří Diem He - Binh Gia, resp. v jeho údolí.
Slovo  „tham“ v místním jazyce Tay-Nung znamená "jeskyně" nebo „hluboký prostor“.

## Historický význam
Jeskyně je významnou národní historickou památkou a je oficiálně zařazena na seznam kulturních památek vietnamským Ministerstvem kultury, sportu a cestovního ruchu. Na seznam byla zařazena v roce 1993.
Jeskyně představuje důležité prehistorické naleziště, což z ní činí významné místo pro archeologii a studium pravěkých kultur Vietnamu.

## Archeologické nálezy

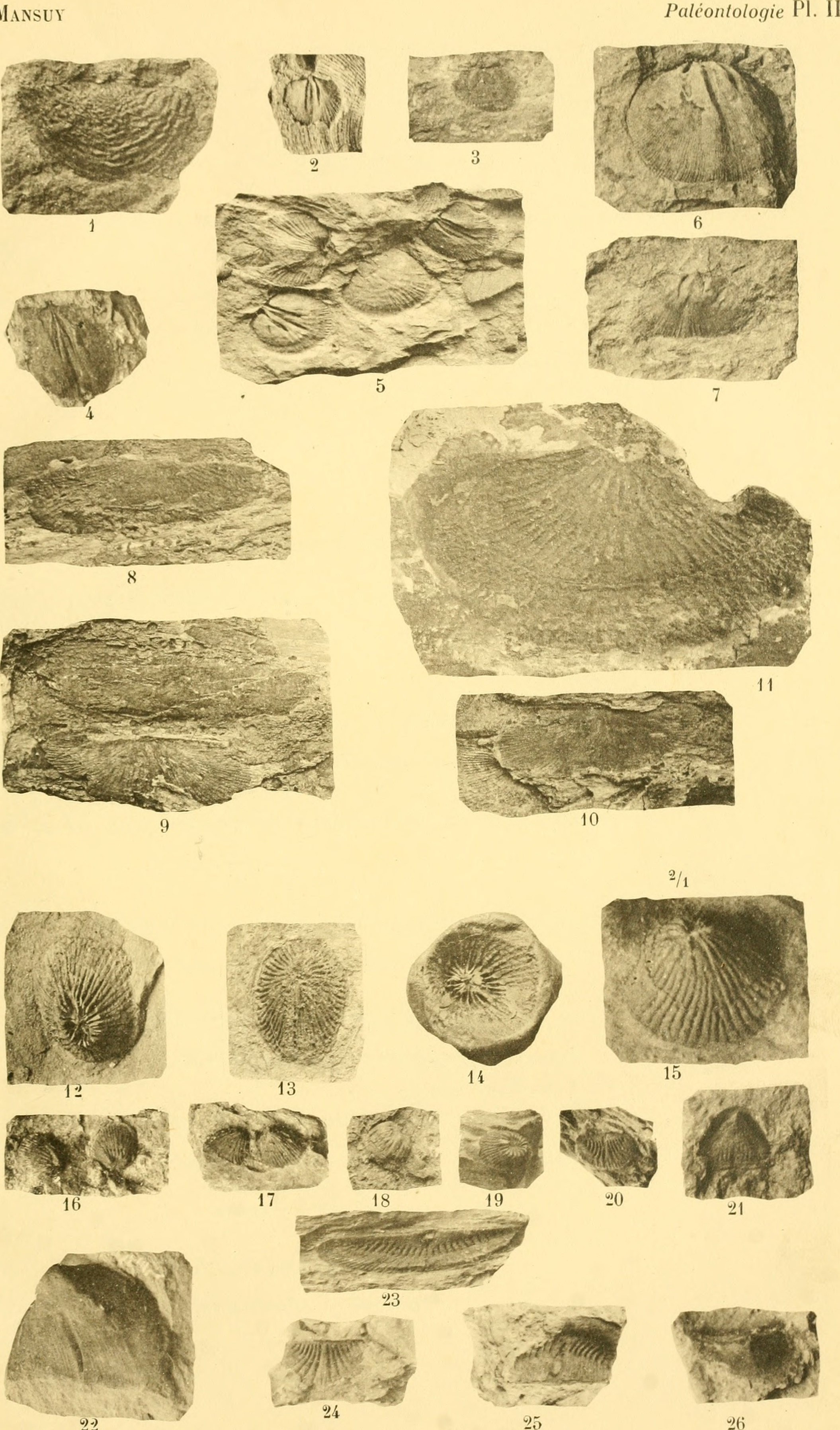
Fosilie objevené Henrim Mansuyem

V roce 1906 objevil francouzský archeolog Henri Mansuy v jeskyni pozůstatky pravěkých lidí, nástroje a keramiku, na základě kterých byla identifikována tzv. Bacsonská kultura, která zapadá do období pozdního neolitu. Asi o 15 let později pokračoval v průzkumu se svou kolegyní Madeleine Colani a našli celkem 27 předmětů, které byly přiřazeny ke stejné kultuře. V jeskyni se taktéž objevily fosilní pozůstatky zvířat, což naznačuje, že jeskyně byla osídlena i dalšími živočišnými druhy, včetně orangutanů, slonů a dalších druhů opic.
V 60. letech zde vietnamský Archeologický ústav spolu s vědci z tehdejší Německé demokratické republiky provedli rozsáhlejší vykopávky, které přinesly nálezy fosilních zubů spolu s kostmi různých zvířat.

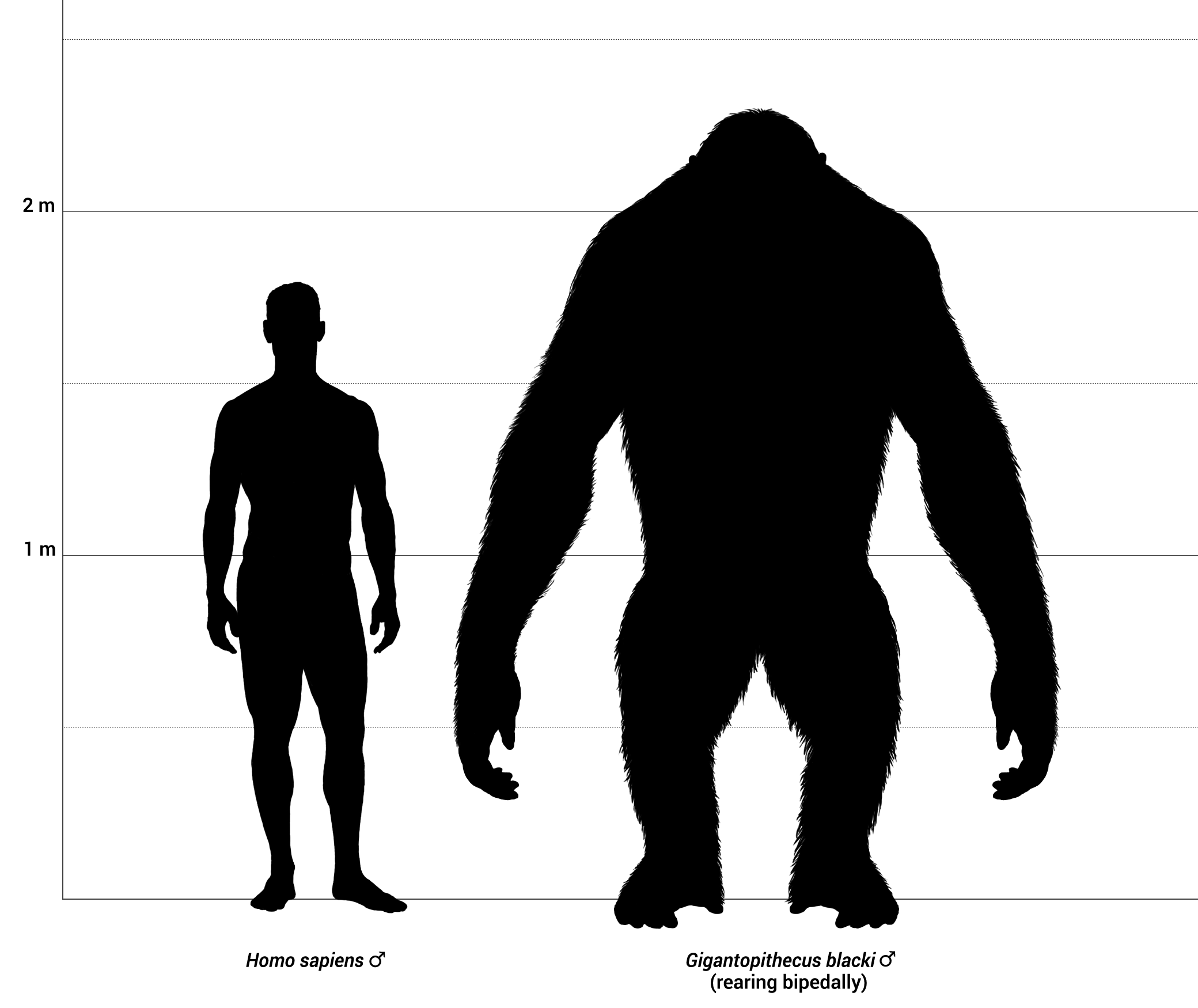
Gigantopithecus v porovnání s člověkem

Jeden fosilní zub taktéž patřil obří opici, které se říká Gigantopithecus.
Později v 90. letech se na výzkumu podílel i americko-australský paleontolgický tým, který shromáždil řadu vzorků sedimentů a zkamenělin.
Na základě těchto nálezů zjistili, že fosilie z této oblasti pocházejí z dob středního pleistocénu, tedy z doby zhruba před 250 tisíci lety.

## Duchovní a historické události
Podle stránky „Cultural Historical Relics“ vyprávějí starší obyvatelé této oblasti příběh o tom, jak jeskyně Tham Khuyen sloužila v minulosti jako útočiště. Když severní útočníci vpadli do země Ban Hau, vesničané se navzájem vybízeli, aby se ukryli v jeskyni před nepřítelem. Útočníci však pokáceli stromy a ústí jeskyně zavalili, aby zabránili vesničanům v úniku, a pak uvnitř založili oheň. Většina ukrytých zahynula, zejména staří lidé a děti, s výjimkou několika, kterým se podařilo najít vedlejší cestu k útěku. Po těchto tragických událostí se jeskyně Tham Khuyen stala pro vesničany posvátným místem.

## Cestovní ruch
Díky své archeologické hodnotě a legendám láká Tham Khuyen spolu s nedalekou jeskyní Tham Hai spoustu návštěvníků, kteří mají zájem o kulturní a historický turismus v Long Son.  